# HEp-2
HEp-2（Human Epithelioma-2）是一種被指屬於學術醜聞的細胞系，因為最初它被認為是一種人類喉部鱗狀細胞癌細胞系，但是通過分析後發現起源細胞已經被海拉細胞所污染，應為一種與人類乳突病毒相關的內子宮腺癌（papillomavirus-related endocervical adenocarcinoma）細胞系。遺傳學家Stanley Gartler發現這個事實後，在1968年在《自然》發表一篇名為《Apparent HeLa Cell Contamination of Human Heteroploid Cell Lines》的文章。1988年，另一位學者Chen亦在《細胞生成與基因組研究》上發表文章確實此事。儘管已經確定HEp-2細胞早已被海拉細胞所污染，替代了原始細胞，但是此後仍然有許多研究人員把HEp-2細胞當作人類喉鱗癌細胞系，並且將其研究發表於各種期刊，或者以論文的方式發表。
2019年，就有學者在《美國癌症研究雜誌》上發表一篇名為《A comprehensive review of Hep-2 cell line in translational research for laryngeal cancer》的文章，發現從1954年至2018年1月1日在MEDLINE數據庫當中，Hep-2細胞已在5,469篇出版物中被引用，其中有1,036篇出版物（794篇為英文出版物），提及HEp-2細胞是來源於喉部的細胞系，並且呈現上升的趨勢，甚至在2014年達到一年就有93篇出版物提及「HEp-2細胞來源於喉部」這個錯誤訊息的歷史峰值

## 外部連結
- Cellosaurus entry for HEp-2（页面存档备份，存于）